# 高橋浄水場
高橋浄水場（たかはしじょうすいじょう）は、愛媛県今治市高橋にある今治市上下水道部の浄水場である。愛称は「バリウォーター」。

## 概要
今治市の基幹浄水場であった小泉浄水場は1971年に供用開始しており、経年劣化などによる老朽化が進行するとともに大規模地震への耐震性能も不十分であったことや、近年の集中豪雨時における濁り対策並びにアルミ成分の漏出等安定した水質の確保にも問題が生じていたこともあり、早急な更新に迫られていた。 そこで、小泉浄水場の施設改修を含め検討を行ったところ、現在地での更新は難しいとの結論に至り、移転更新で進める方針を打ち立て2004年3月に浄水場用地として今治市は約9haの土地を取得。 2019年に着工し、2022年に供用開始した。
2級河川である蒼社川の表流水を水源としている。浄水場から供給できる水は1日最大4万トン、約8万人への給水が可能となっている。また自家発電や応急給水など災害時の防災拠点として対応できる設備も備えられている。今治市クリーンセンター（バリクリーン）のごみ焼却熱により発電した電力で稼働している。
施設整備に当たっては、設計・建設・維持管理を一括発注するDBM方式が採用された。事業者は総合評価型一般競争入札方式で募集・選定され、メタウォーターを代表とするグループの提案が最優秀提案となり、2017年に事業契約を締結した。設計・建設・維持管理を含めた契約金額は109億70百万円（税抜き）。維持管理は供用開始から20年間の契約となっており、メタウォーターサービスとキュウセツAQUA株式会社が行っている。

## 主要設備
- 前処理施設
- 膜ろ過棟
- 後塩素混和池
- 管理棟
- 上澄水槽及び汚泥濃縮槽
- 天日乾燥床
- 西側流域調整池
- 資材保管庫
- 配水池

## アクセス
- せとうちバス（瀬戸内運輸）「イオンモール今治新都市バス停」より下車して徒歩で約8分。